# 镰苞鹅耳枥
镰苞鹅耳枥（学名：Carpinus tschonoskii var. falcatibracteata）为桦木科鹅耳枥属下的一个变种。

## 扩展阅读
- 維基物種上的相關：镰苞鹅耳枥